# Jorge Conty
Jorge Antonio Gonti Angeles (Callao, 10 de julio de 1941-Lima, 8 de febrero de 2021), más conocido como Jorge Conty, fue un cantante peruano de Nueva Ola. Su mayor éxito fue «Contigo a la playa».

## Biografía
Fue descubierto cuando tenía 16 años por el argentino Enrique Lynch. En 1962 grabó una versión del «The Wah-Watusi», que se convirtió en una canción del verano.
En 1963 participó en «Buscando al ídolo de la nueva ola» organizado por Victoria TV. En dicho concurso musical también participaron Jimmy Santy, Jorge Conti, Elmo Riveros, Enzo Roldan, Gustavo Hit Moreno, Nelson Arias y Pepe Miranda, quien finalmente obtuvo la victoria.
Al año siguiente grabó con la disquera Sono Radio el que sería su mayor éxito «Contigo a la playa», una versión en español de la canción «Con te sulla spiaggia» del italiano Nico Fidenco. En el lado B del sencillo grabó «Es prohibido fumar», versión de «E proibido fumar» del brasileño Roberto Carlos.
Falleció el 8 de febrero de 2021 por COVID-19 durante la pandemia mundial de esta enfermedad.

## Reconocimientos
En 2014 la Sociedad Nacional de Intérpretes y Ejecutantes de la Música (SONIEM) le otorgó el Premio Artista 2014, que le fue entregado por Elmo Riveros.